# Petit Jésus (meringue)
Pour les articles homonymes, voir Le Petit Jésus.

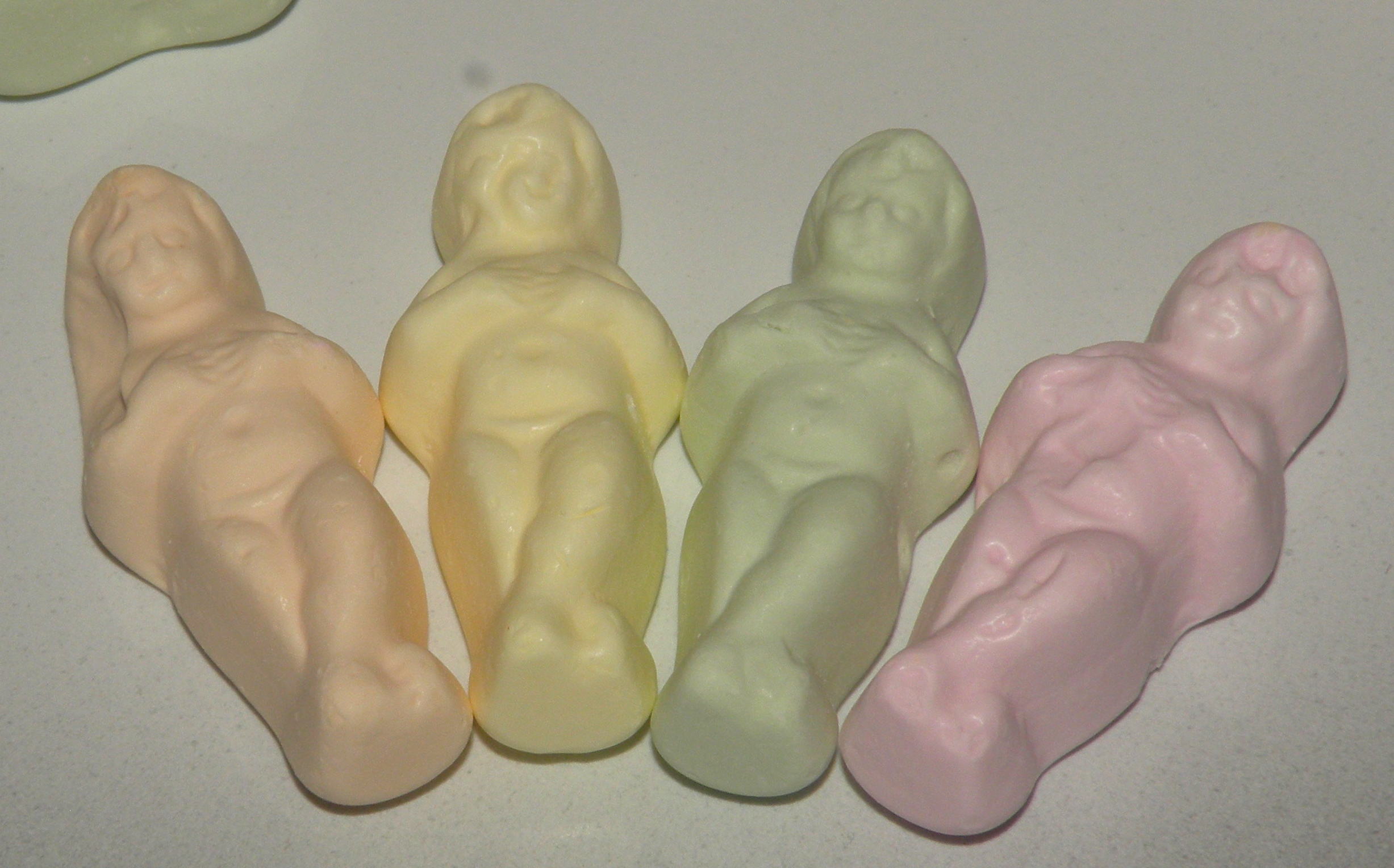
Le Petit Jésus est un bonbon en meringue

Le Petit Jésus est un bonbon en meringue.